# Селвителе (Кампобасо)
Селвителе је насеље у Италији у округу Кампобасо, региону Молизе.
Према процени из 2011. у насељу је живело 10 становника. Насеље се налази на надморској висини од 572 м.